# Progressione del record italiano del lancio del disco maschile
La voce seguente illustra la progressione del record italiano del lancio del disco maschile di atletica leggera.
Il primo record italiano maschile in questa disciplina venne ratificato il 16 settembre 1900, quando si utilizzava un disco di bronzo del peso di 1,923 kg. Dal 1911 si usa invece il nuovo attrezzo in legno da 2 kg.

## Progressione

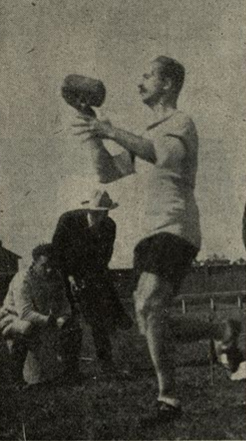
Carlo Butti, detentore del record italiano dal 1911 al 1912.

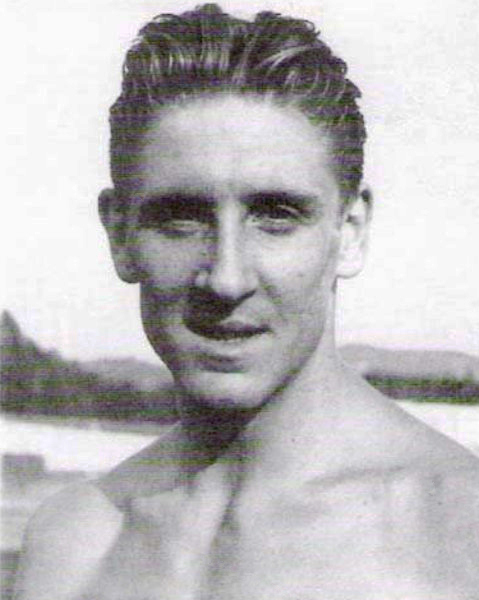
Giorgio Oberweger, detentore del record italiano dal 1933 al 1941.

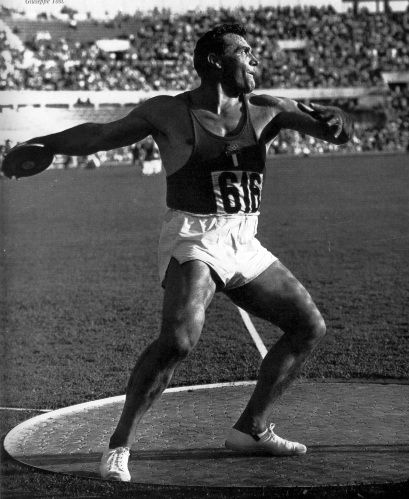
Adolfo Consolini, detentore del record italiano dal 1941 al 1948 e dal 1948 al 1967.

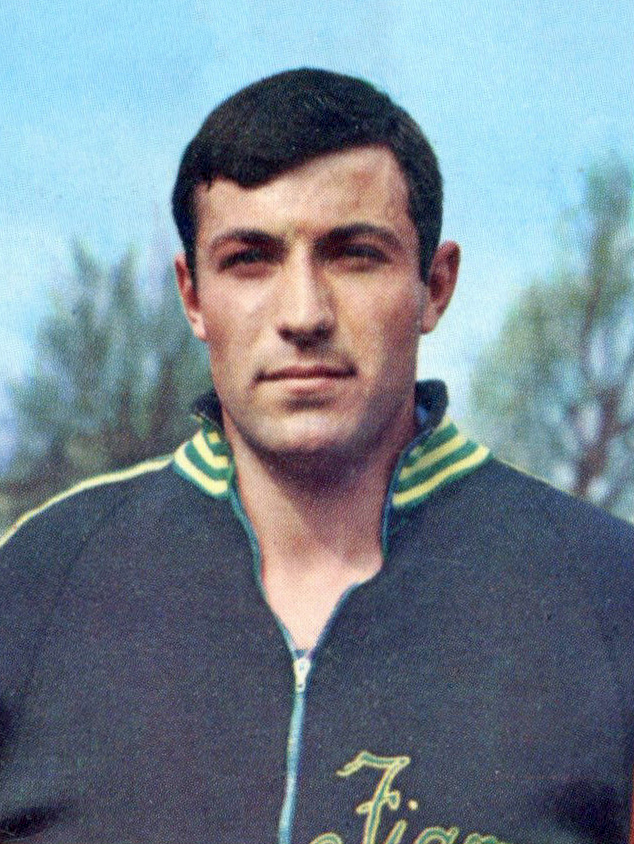
Silvano Simeon, detentore del record italiano dal 1967 al 1975 e dal 1976 al 1984.

| Misura                      | Atleta                | Società                                      | Luogo             | Data                 | Note |
| --------------------------- | --------------------- | -------------------------------------------- | ----------------- | -------------------- | ---- |
| Disco in bronzo da 1,923 kg |                       |                                              |                   |                      |      |
| 31,85 m                     | Orio Pizio            | Società Ginnastica Milanese Forza e Coraggio | Milano            | 16 settembre 1900    | +    |
| 35,00 m                     | Alberto Masprone      | Fondazione Bentegodi Verona                  | Milano            | 26 maggio 1906       | +    |
| 39,80 m                     | Umberto Avattaneo     | Società Ginnastica Roma                      | Roma              | 25 novembre 1906     | +    |
| 40,10 m                     | Alberto Masprone      | Fondazione Bentegodi Verona                  | Piacenza          | 7 settembre 1908     | +    |
| 44,68 m                     | Umberto Avattaneo     | Società Ginnastica Roma                      | Magione           | 12/13 settembre 1908 | +    |
| Disco in legno da 2 kg      |                       |                                              |                   |                      |      |
| 36,09 m                     | Alberto Masprone      | Fondazione Bentegodi Verona                  | Verona            | 3 settembre 1911     |      |
| 38,43 m                     | Carlo Butti           |                                              |                   | 1911                 |      |
| 38,82 m                     | Carlo Butti           | Pro Morivione                                | Milano            | 8 aprile 1912        |      |
| 41,30 m                     | Aurelio Lenzi         | Libertas Pistoia                             | Roma              | 23 giugno 1912       |      |
| 43,65 m                     | Aurelio Lenzi         | Libertas Pistoia                             | Milano            | 23 maggio 1913       |      |
| 43,90 m                     | Albino Pighi          | Fondazione Bentegodi Verona                  | Vicenza           | 9 maggio 1925        |      |
| 44,25 m                     | Camillo Zemi          | Società Ginnastica Stradellina               | Milano            | 29 giugno 1927       |      |
| 44,44 m                     | Albino Pighi          | Fondazione Bentegodi Verona                  | Bologna           | 2 ottobre 1927       |      |
| 45,00 m                     | Benvenuto Mignani     | Virtus Atletica Bologna                      | Vienna            | 1º ottobre 1933      |      |
| 46,437 m                    | Giorgio Oberweger     | Società Sportiva Giovinezza Trieste          | Trieste           | 29 ottobre 1933      |      |
| 47,61 m                     | Giorgio Oberweger     | Virtus Bologna Sportiva                      | Bologna           | 12 ottobre 1934      |      |
| 47,85 m                     | Giorgio Oberweger     | Virtus Bologna Sportiva                      | Torino            | 16 giugno 1935       |      |
| 48,04 m                     | Giorgio Oberweger     | Virtus Bologna Sportiva                      | Verona            | 21 aprile 1936       |      |
| 48,11 m                     | Giorgio Oberweger     | Virtus Bologna Sportiva                      | Bologna           | 7 maggio 1936        |      |
| 48,74 m                     | Giorgio Oberweger     | Virtus Bologna Sportiva                      | Milano            | 30 maggio 1936       |      |
| 50,317 m                    | Giorgio Oberweger     | Virtus Bologna Sportiva                      | Bologna           | 29 giugno 1936       |      |
| 50,50 m                     | Giorgio Oberweger     | Società Sportiva Giovinezza Trieste          | Monaco di Baviera | 6 giugno 1937        |      |
| 51,49 m                     | Giorgio Oberweger     | Società Sportiva Giovinezza Trieste          | Trieste           | 22 maggio 1938       |      |
| 52,11 m                     | Adolfo Consolini      | Oberdan Pro Patria Milano                    | Milano            | 26 ottobre 1941      |      |
| 53,34 m                     | Adolfo Consolini      | Oberdan Pro Patria Milano                    | Milano            | 26 ottobre 1941      |      |
| 53,69 m                     | Adolfo Consolini      | Oberdan Pro Patria Milano                    | Milano            | 14 aprile 1946       |      |
| 54,23 m                     | Adolfo Consolini      | Oberdan Pro Patria Milano                    | Milano            | 14 aprile 1946       |      |
| 54,78 m                     | Giuseppe Tosi         | Società Sportiva Giovinezza Trieste          | Perugia           | 18 luglio 1948       |      |
| 54,80 m                     | Giuseppe Tosi         | Società Sportiva Giovinezza Trieste          | Milano            | 22 agosto 1948       |      |
| 54,89 m                     | Adolfo Consolini      | Gruppo Sportivo Pirelli                      | Verona            | 12 settembre 1948    |      |
| 55,33 m                     | Adolfo Consolini      | Gruppo Sportivo Pirelli                      | Milano            | 10 ottobre 1948      |      |
| 55,47 m                     | Adolfo Consolini      | Gruppo Sportivo Pirelli                      | Roma              | 23 luglio 1950       |      |
| 55,75 m                     | Adolfo Consolini      | Gruppo Sportivo Pirelli                      | Teheran           | 23 ottobre 1955      |      |
| 56,31 m                     | Adolfo Consolini      | Gruppo Sportivo Pirelli                      | Catania           | 10 novembre 1955     |      |
| 56,98 m                     | Adolfo Consolini      | Gruppo Sportivo Pirelli                      | Bellinzona        | 11 dicembre 1955     |      |
| 57,86 m                     | Silvano Simeon        | Gruppo Sportivo Fiamme Gialle                | Milano            | 16 aprile 1967       |      |
| 57,90 m                     | Silvano Simeon        | Gruppo Sportivo Fiamme Gialle                | Milano            | 16 aprile 1967       |      |
| 59,96 m                     | Silvano Simeon        | Gruppo Sportivo Fiamme Gialle                | Milano            | 16 aprile 1967       |      |
| 61,72 m                     | Silvano Simeon        | Gruppo Sportivo Fiamme Gialle                | Livorno           | 14 maggio 1967       |      |
| 62,00 m                     | Silvano Simeon        | Lilion Svia Varedo                           | Torino            | 8 giugno 1972        |      |
| 63,12 m                     | Silvano Simeon        | Lilion Svia Varedo                           | Torino            | 8 giugno 1962        |      |
| 63,86 m                     | Silvano Simeon        | Lilion Svia Varedo                           | Milano            | 27 luglio 1973       |      |
| 63,90 m                     | Armando De Vincentiis | Atletica Alco Rieti                          | Fabriano          | 20 settembre 1975    |      |
| 64,48 m                     | Armando De Vincentiis | Atletica Rieti                               | Roma              | 27 maggio 1976       |      |
| 64,96 m                     | Silvano Simeon        | Snia Milano                                  | Roma              | 27 maggio 1976       |      |
| 65,10 m                     | Silvano Simeon        | Snia Milano                                  | Roma              | 27 maggio 1976       |      |
| 65,16 m                     | Marco Bucci           | Pro Patria Pierrel Milano                    | Palermo           | 26 febbraio 1984     |      |
| 65,56 m                     | Marco Bucci           | Pro Patria Pierrel Milano                    | Forlì             | 20 maggio 1984       |      |
| 66,30 m                     | Marco Martino         | Gruppo Sportivo Fiamme Gialle                | Busto Arsizio     | 26 maggio 1984       |      |
| 66,56 m                     | Marco Martino         | Gruppo Sportivo Fiamme Gialle                | Torino            | 2 giugno 1984        |      |
| 66,60 m                     | Marco Bucci           | Pro Patria Pierrel Milano                    | Milano            | 10 giugno 1984       |      |
| 66,96 m                     | Marco Bucci           | Pro Patria Pierrel Milano                    | Formia            | 30 giugno 1984       |      |
| 67,62 m                     | Marco Martino         | Gruppo Sportivo Fiamme Gialle                | Spoleto           | 28 maggio 1989       |      |